# Генрі Бректон
Ге́нрі де Бре́ктон (англ. Henry de Bracton; ? — 1268) — англійський середньовічний юрист. Був адвокатом і судовим клерком, а 1245—58 — суддею вищих судових органів. На матеріалах судової практики Бректон близько 1256 написав трактат «Про закони і звичаї Англії» (De Legibus et Consuetudinibus Angliae), виклавши в ньому систему англійського загальнодержавного (загального) права.

## Видання праць
- Bracton, Henry de. De Legibus Et Consuetudinibus Angliae (On the Laws and Customs of England), edited by George Woodbine and translated by Samuel E. Thorne. Cambridge, Massachusetts: President and Fellows of Harvard College, 1968-1977.